# Leef je uit
Leef je uit is een lied van de Nederlandse zanger André Hazes. Het werd in 1994 als single uitgebracht en stond in hetzelfde jaar als zestiende track en als nieuw nummer op de tweede cd van het verzamelalbum Al 15 jaar gewoon André.

## Achtergrond
Leef je uit is geschreven door Hazes en de leden van Cat Music (Aart Mol, Erwin van Prehn, Geertjan Hessing, Cees Bergman en Elmer Veerhoff). Het past in het genre levenslied. In het lied zingt Hazes over hoe het vermoeden heeft dat zijn geliefde vreemdgaat. Hij vertelt haar dat ze mag doen wat ze wil, maar dat ze hem dan niet meer zult zien. Het lied werd op single gebracht met Straks ben jij hier weer op de B-kant, geschreven door John van de Ven, Jacques Verburgt en Hazes.

## Hitnoteringen
De zanger had succes met het lied in de hitlijsten van Nederland. Het piekte op de 34e plaats van de Mega Top 50 en stond vijf weken in deze hitlijst. Het kwam tot de 38e positie van de Nederlandse Top 40 en was hier drie weken in te vinden.